# Máster (deportista)

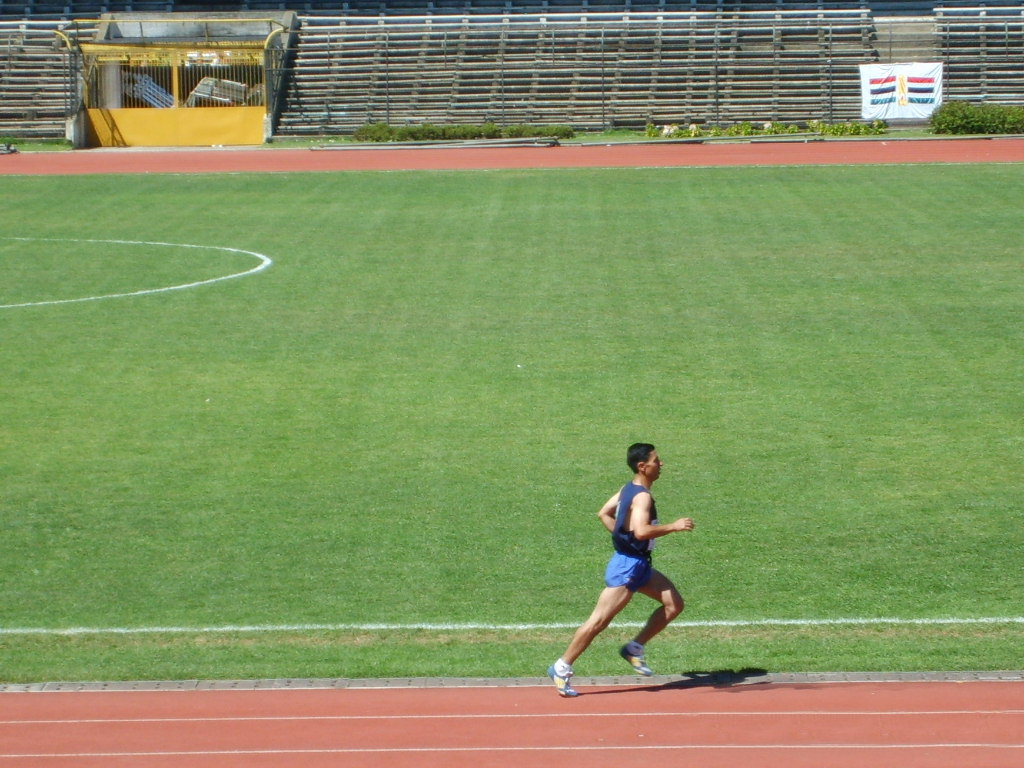
Un atleta en el estadio Collao.

Máster (que significa "maestro") es la denominación que recibe un deportista veterano, es decir, un atleta adulto que supera la edad media normal de los deportistas de élite, o que se encuentra ya en su tercera edad.  
Esta categoría suele considerarse a partir de los 45 años en la mayoría de deportes.

## Chile
En Chile se conoce como sénior, que significa "el mayor" en latín. 